# 临武县
临武县位于中华人民共和国湖南省南部，为郴州市辖县。县境处南岭山脉东段北麓，县域总面积1375.24平方公里，位居全省各县市的第75位；全县常住人口32.29万人。2012年4月乡级区划调整后，全县下辖18个乡镇，政府驻舜峰镇。

## 历史
临武始置县于汉高祖五年（前202年），《水经注》记载“县侧武溪东，因曰临武县”，史志载“楚南部邑之最古者，莫如临武。” 莽新始建国元年（9年）改名大武。东汉建武元年（25年）复称临武。隋开皇九年（589年），南平（今蓝山县）并入临武。唐咸亨二年（671年），南平复从临武析出。武后如意元年（692年）更名隆武。唐中宗神龙元年（705年）复名临武。五代后晋天福四年（939年）临武并入桂阳监，南宋绍兴十一年（1141年）复置临武县。明崇祯十二年（1639年），划临武及桂阳各一部分，新设嘉禾县。
中华人民共和国成立后，临武属郴县专区。1952年11月，撤郴县专区，设湘南行政公署，临武属湘南行署。1954年7月，湘南行署撤销，临武复归郴县专区。1959年3月，临武并入宜章县；1961年7月，复置临武县，隶属郴州专区（今郴州市）。

## 人口
根據第七次人口普查數據，截至2020年11月1日零時，臨武縣常住人口322987人。
2010年，全县常住人口331,871人（2010普查），居全省第67位；年末户籍人口37.74万人（2011年）。

## 經濟
2011年，全县GDP总量72.35亿元，财政总收入7.02亿元，其中一般预算收入完成3.91亿元。全年城镇居民人均可支配收入15,836元，农村居民人均纯收入5,984元。

## 行政区划
临武县下辖9个镇、3个乡、1个民族乡：
舜峰镇、金江镇、武水镇、南强镇、汾市镇、水东镇、楚江镇、麦市镇、香花镇、花塘乡、万水乡、镇南乡和西山瑶族乡。
临武县在2012年4月乡级区划调整前，下辖4镇18乡共计22个乡镇。2012年4月将其中的7个乡镇撤并为3个镇，调整后全县共有6镇和12乡（含1民族乡）共计18个乡镇。
| 临武县2012年乡级行政区划调整 |        |                                      |        |      |        |
| 名称                         | 面积   | 调整内容                             | 行政村 | 社区 | 驻地   |
| 南强镇                       | 174.20 | 南强乡、岚桥镇、广宜乡成建制合并设立 | 46     |      | 新祖寺 |
| 香花镇                       | 77.52  | 香花岭镇、三合乡成建制合并设立       | 16     | 2    | 三合墟 |
| 水东镇                       | 69.1   | 水东乡、接龙乡成建制合并设立         | 14     |      | 深渡   |
| 舜峰镇                       |        | 城关镇更名                           | 8      | 5    |        |

## 政治

### 现任领导
| 机构     | 临武县人民政府 县长  | · 中国共产党 · 临武县委员会 · 书记 | 临武县人民代表大会 常务委员会 主任 | · 中国人民政治协商会议 · 临武县委员会 · 主席 |
| -------- | -------------------- | ---------------------------------- | ---------------------------------- | -------------------------------------------- |
| 姓名     | 尹海莲               | 刘杨                               | 谭晓亮                             | 肖柏茂                                       |
| 民族     | 汉族                 | 汉族                               | 汉族                               | 汉族                                         |
| 出生地   | 湖南省永兴县         | 湖南省永兴县                       |                                    | 湖南省临武县                                 |
| 出生日期 | 1982年3月（42—43歲） | 1970年4月（54歲）                  |                                    | 1971年7月（53歲）                            |
| 就任日期 | 2021年7月            | 2021年7月                          | 2021年10月                         | 2021年10月                                   |

## 交通
- 234国道过境。